# Hatebreed
Hatebreed é uma banda de rock com fortes influências do hardcore novaiorquino e do metalcore oriunda de New Haven, Connecticut, Estados Unidos. A banda foi fundada em Novembro de 1993 por Jamey Jasta, Dave Russo, Larry Dwyer and Chris Beattie.

## História

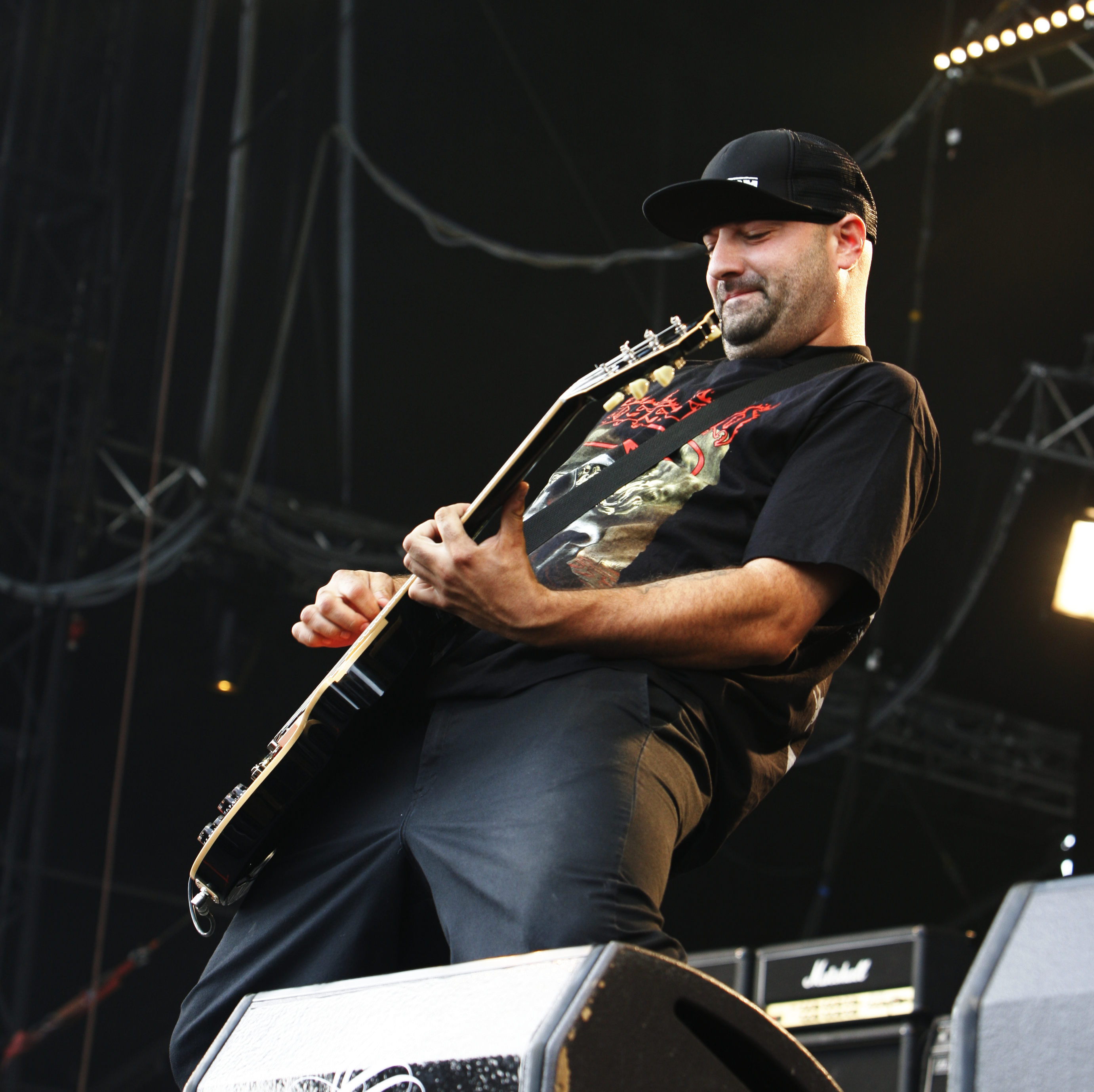
Frank Novinec

A banda Hatebreed foi formada em 1993 em New Haven, Connecticut, com o propósito de criar uma banda de hardcore com inspirações no Metal extremo e no cenário do New York hardcore. Eles começaram gravando uma demo de três faixas. Essas três canções seriam lançadas em um disco de 7" pela New York's Neglect em 1995. Eles continuaram com isso até o muito aclamado Under The Knife em 1996, e no próximo ano lançando o que muitos fãs consideram o álbum definitivo do gênero nos anos 1990, Satisfaction is the Death of Desire pela Victory Records. Satisfaction vendeu mais cópias que qualquer outro na história da gravadora.
Uma agenda cheia por causa das turnês acabaram por trazer a banda para fora do cenário underground e turnês com grandes bandas como Agnostic Front, Downset, Madball, Slayer, Deftones, Entombed e Napalm Death chamaram a atenção de muitos. Essas influências foram evidentes nos dois álbuns seguintes, Perseverance de 2002, e especialmente no Rise of Brutality de 2003.
Após o lançamento de Rise of Brutality, a banda participou da turnê The Unholy Alliance de 2004 na Europa com Slayer, Slipknot e Mastodon. Em Junho de 2006, o Hatebreed embarcou em uma turnê européia no qual incluia uma performance no Palco Principal no Download Festival em Donnington, Reino Unido. Imediatamente após essa turnê eles participaram da Ozzfest tocando no Palco Principal.

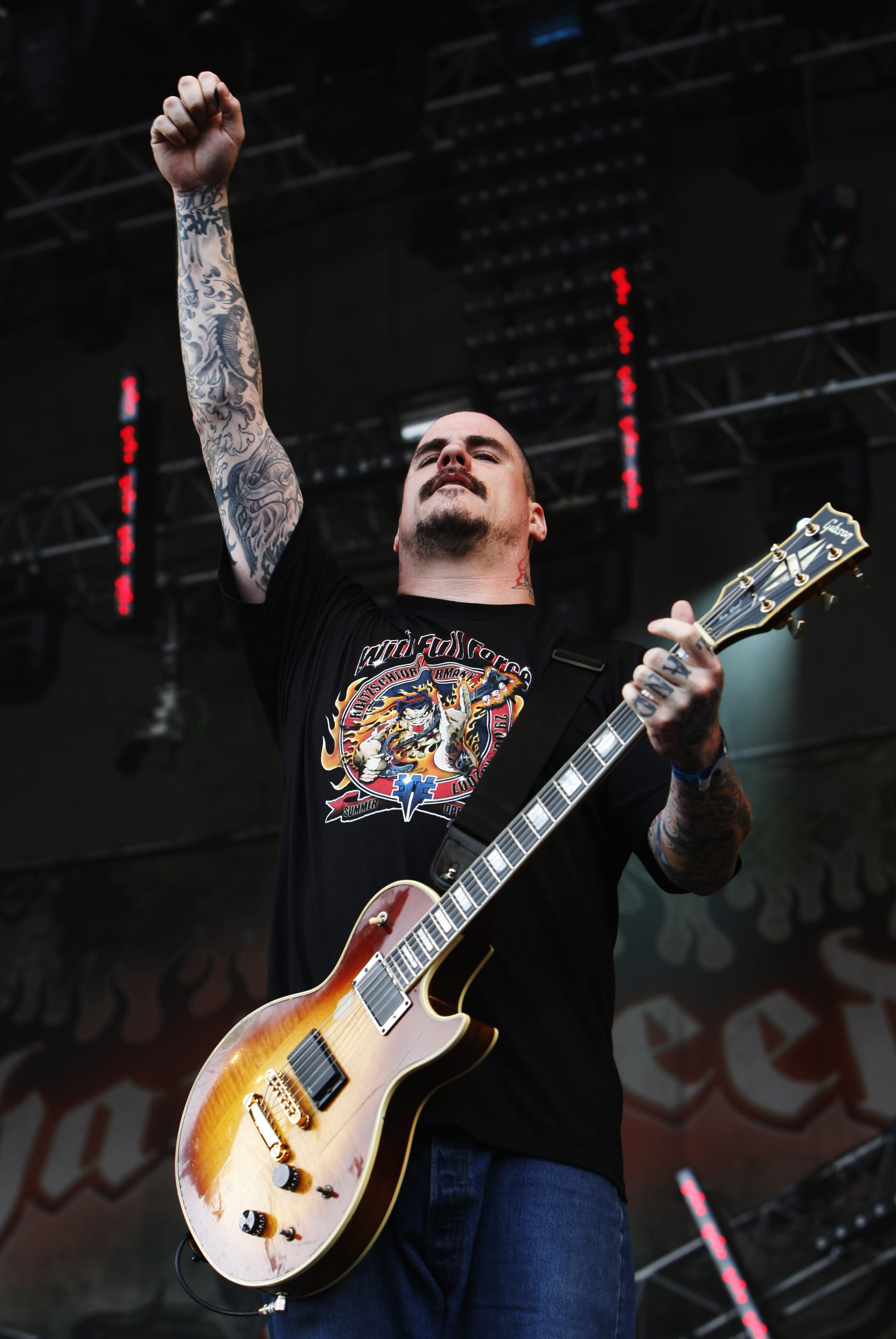
Wayne Lozniak

O último álbum da banda Supremacy foi lançado em Agosto de 2006, com a nova gravadora (Roadrunner Records) e com o novo guitarrista Frank Novinec (tocou anteriormente nas bandas Ringworm, Terror e Integrity).
O Hatebreed mantém relações estreitas com as comunidades de Hardcore, evidente com a participação das bandas Neglect, One 4 One, Irate e reunião das bandas Skarhead e All Out War no show de 10.° aniversário no Toad's Place nos dias 25 e 26 de Novembro de 2005 em New Haven.
Além de seus deveres como representante da banda, Jasta também é o apresentador do programa "Headbangers Ball" da MTV2 e dirige a Stillborn Records, lar da banda Subzero, Full Blown Chaos e de um dos projetos paralelos de Jasta com outros músicos.

Em 13 de Setembro de 2006 o ex-guitarrista Lou "Boulder" Richards suicidou-se aos 35 anos. Richards tocou nos álbuns Satisfaction is the Death of Desire de 1997 e Perseverance de 2002, antes de sair da banda naquele ano. Jasta deu a seguinte declaração para o Punknews.org sobre a morte de Richard: 
| “ | Como muito de vocês já sabem, e nós sentimos muito em saber, nosso ex-guitarrista Lou "Boulder" Richards faleceu ontem. É muito triste que ele não pode ver nenhuma outra maneira de controlar seus demônios. Esperamos que finalmente ele tenha encontrado paz. Nossos corações estão com os de Vera e seus amigos e família. | ” |

## Membros

### Membros atuais
- Jamey Jasta - vocal
- Frank "3 Gun" Novinec - guitarra
- Wayne Lozniak - guitarra
- Chris Beattie - baixo
- Matt Byrne - bateria

### Ex-membros
- Lou "Boulder" Richards - guitarra
- Rigg Ross - bateria
- Dave Russo - bateria
- Larry Dwyer, Jr. - guitarra
- Jamie "Pushbutton" - bateria
- Nick "Nickel P" Pappantonio - bateria

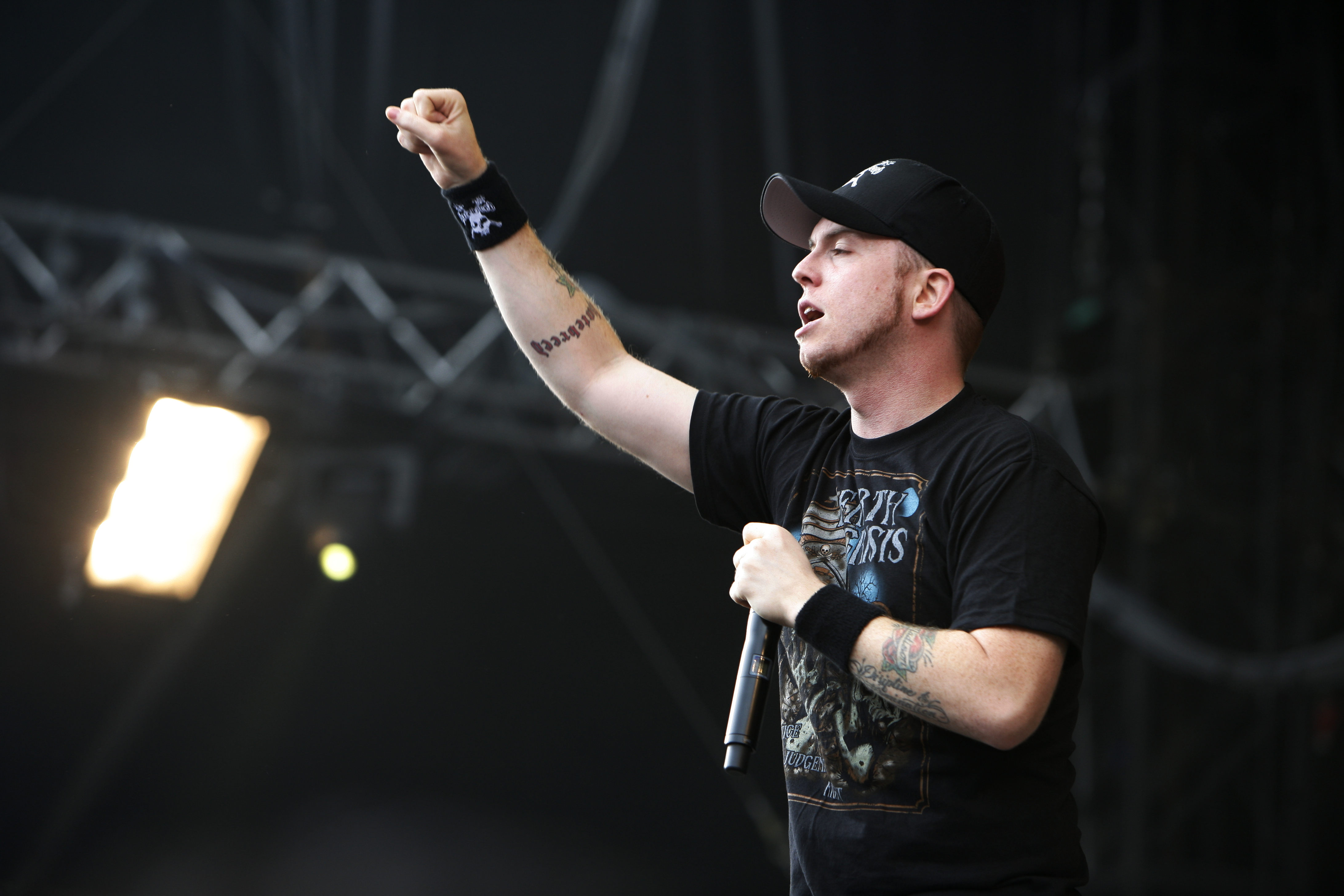
Jamey Jasta

- Matt McIntosh - guitarra
- Sean Martin - guitarra

## Discografia

### Álbuns de estúdio

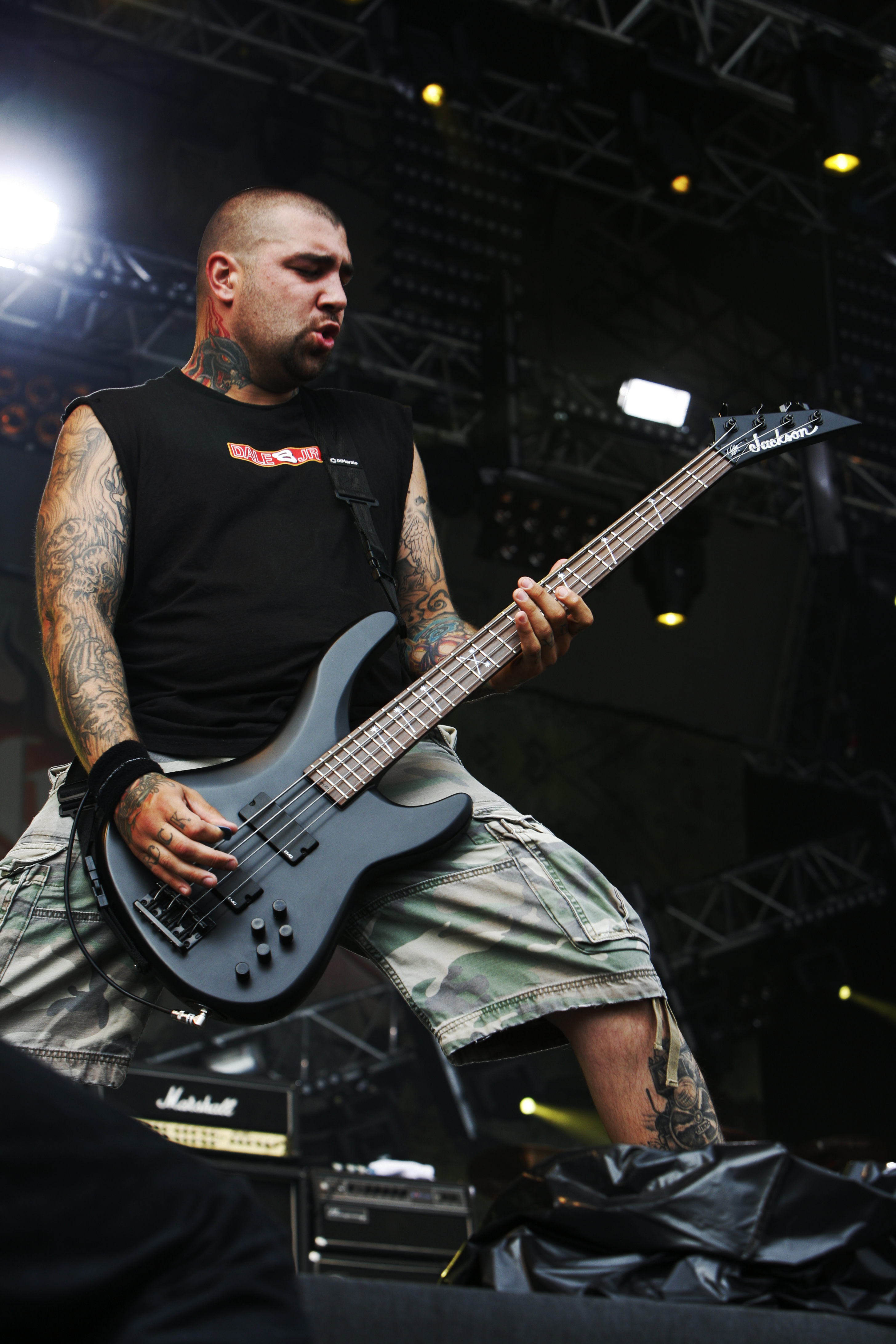
Chris Beattie

| Data de lançamento |  | Título                              | Selo                |
| ------------------ |  | ----------------------------------- | ------------------- |
| 1995               |  | Split 7" w/ Neglect                 | Stillborn Records   |
| Novembro de 1996   |  | Under the Knife                     | Smorgasbord Records |
| Novembro de 1997   |  | Satisfaction is the Death of Desire | Victory Records     |
| Março de 2002      |  | Perseverance                        | Universal Records   |
| Outubro de 2003    |  | The Rise of Brutality               | Universal Records   |
| Agosto de 2006     |  | Supremacy                           | Roadrunner Records  |
| Maio de 2009       |  | For The Lions                       |                     |
| Setembro 2009      |  | Hatebreed                           | Koch Records        |
| Janeiro de 2013    |  | The Divinity Of Purpose             |                     |
| Maio de 2016       |  | The Concrete Confessional           |                     |

### Compactos
| Data de lançamento | Título      | Selo               |
| ------------------ | ----------- | ------------------ |
| 2006               | "Defeatist" | Roadrunner Records |